# Manic Miner
Manic Miner je plošinová počítačová hra vytvořená Matthew Smithem v roce 1983 původně pro ZX Spectrum.
Úkolem hráče je vyvést horníka Willyho z 20 jeskyní obsazených příšerami. Postava může pouze chodit do stran a skákat.
Hra se původně měla jmenovat Miner 49'er a původní myšlenka hry nepocházela přímo Matthewa Smithe, ale od jeho partnera ve společnosti Software Projects Alana Matona. Matthew Smith hru programoval na počítači Tandy Model 4 s pětimegabytovým pevným diskem a přenášel ji do ZX Spectra, takže nemusel čekat na ukládání a načítání dat. To bylo možné, protože ZX Spectrum i Tandy mají stejný procesor.
Hra ve své době plně využívala omezené možnosti počítače ZX Spectrum, nabízela celou paletu barev, hudbu a zvukové efekty. Její oblíbenost se projevila vytvořením řady klonů pro další platformy. Vít Libovický a Daniel Jenne hru v roce 1985 portovali na československé počítače PMD 85.
V roce 1984 vyšlo pokračování Jet Set Willy, čímž byl dán základ populárnímu žánru označovanému jako Miner Willy Series. V roce 1985 byl vydán druhý díl Manic Miner 2 (autorem druhého dílu ale není Matthew Smith), mezi lety 1996 a 1998 vzniklo dalších pět pokračování a vznikl i editor herních úrovní.